# Conus kohni
Conus kohni је пуж из реда Neogastropoda.

## Угроженост
Подаци о распрострањености ове врсте су недовољни.

## Распрострањење
Ареал врсте је ограничен на Еквадор, тачније острва Галапагос.